# 김정율
김정율(1973년 2월 9일 ~ )은 캘거리 스탬피더스, 토론토 아고노츠와 더불어 캐나디안 풋볼 리그의 6개 시즌을 뛰었던 전 캐나디안 풋볼 오펜시브 태클 선수이다. 그는 1996 CFL 드래프트의 5라운드에서 캘거리 캘거리 스탬피더스(Calgary Stampeders)에 의해 드래프트되었다. 토론토 대학교에서 CIS 풋볼에 참가했다.